# Bundesliga de 1983–84
A Primeira Divisão do Campeonato Alemão de Futebol da temporada 1983-1984, denominada oficialmente de Fußball-Bundesliga 1983-1984, foi a 21º edição da principal divisão do futebol alemão. O campeão foi o VfB Stuttgart que conquistou seu 3º título na história do Campeonato Alemão.

## Premiação
| 1. Fußball-Bundesliga 1983-1984   |
| Baden-Württemberg                 |
| --------------------------------- |
| VFB STUTTGART Campeão (3º título) |